# Muschegh IV. Mamikonjan
Muschegh D (IV.) Mamikonjan (armenisch Մուշեղ Դ Մամիկոնյան; auch: Mouschel III Mamikonian, Moušeł IV Mamikonian) war ein armenischer Ishkhan Ishkhanats′ aus der Familie Mamikonjan. Seine Herrschaft dauerte nur etwa ein Jahr, 654. In dieser Periode begann die Herrschaft der Araber in Armenien.

## Leben
Während Armenien immer stärker unter arabischen Einfluss geriet, näherten sich die Armenier zunächst an das Byzantinische Reich an um besser gegen die arabischen Überfälle bestehen zu können. Kaiser Konstans II. hatte 643 Theodoros Rštuni zum Fürsten von Armenien ernannt, aber die Armenier wurden schnell von den Byzantinern enttäuscht, da diese einerseits kaum Unterstützung gegen die Araber leisteten und andererseits durch erzwungene Konversionen versuchten, die Kirchenspaltung rückgängig zu machen, die mit dem Konzil von Chalcedon 451 erfolgt war. Rštuni warf die Souveränität von Byzanz ab und näherte sich wieder an die Araber an. Er ließ die byzantinischen Gesandten einkerkern.
Konstans II. fiel daraufhin in Armenien ein und zwang Rštuni zur Flucht. An seiner Stelle ernannte er Muschegh IV. Mamikonjan zum sparapet und damit zum Fürsten von Armenien. Nach dem Abzug der byzantinischen Armee erhielt Rštuni jedoch ein Kontingent von 7.000 arabischen Kriegern, riss die Kontrolle von Armenien wieder an sich und auch die Regentschaft.
Unter den Parteigängern von Rštuni taucht Hamasasp IV. Mamikonjan auf, wohl ein Onkel von Muschegh. Eine Andeutung von Sebeos weist darauf hin, dass es zu dieser Zeit einen grecophilen und einen arabophilen Mamikonjan gab, die beiden Fürsten jedoch sonst in gutem Einvernehmen lebten. Muschegh lief 656 zu den Arabern über, überließ diesen auch seine vier Söhne als Geiseln und blieb ihr Verbündeter, als 657 Hamasasp IV. Mamikonjan, der zu dieser Zeit Fürst von Armenien geworden war, sich nach Byzanz wandte.

## Familie
Cyril Toumanoff und Christian Settipani halten Muschegh für einen Sohn des sparapet Muschegh III. Mamikonjan. Jedoch gesetzt den Brauch, dass die Armenier einem Kind nicht den Vornamen seines lebenden Vaters geben, postuliert Settipani, dass er posthum geboren sein könnte, damit wäre er jedoch erst etwa zwölf Jahre alt gewesen als er sparapet wurde und sechzehn, als er Fürst von Armenien wurde.